# Račí potok (přítok Ohře)
Račí potok (německy  a na německém území Selbbach, v některých mapách uváděn jako Selb) je levostranný přítok Ohře ve Smrčinách v okrese Cheb a v zemském okrese Wunsiedel im Fichtelgebirge, vládního obvodu Horní Franky v Bavorsku v Německu. Původní název potoka dal městu Selb jeho jméno.
Délka toku měří 18 km, z toho na území Česka 1,3 km. Plocha povodí činí 58,28 km².

## Průběh toku
Potok pramení v nadmořské výšce 640 metrů při státní hranici s Německem u jihozápadního okraje města Aš. Pramen je známý jako "Selber Brünnerl". Potok zpočátku teče zhruba jižním směrem při státní hranici a na dvou úsecích tvoří státní hranici mezi Českem a Německem v délce 1,1 km (mezi hraničními znaky 2/6–3 v délce 0,22 km a mezi 4/3–4/4 v délce 0,22 km). Po opuštění českého území již potok teče na německém území, přibližně jižním směrem. Obtéká vesnici Wildenau a pokračuje do města Selb, kde protéká středem města.
Od srpna 2020 do října 2021 probíhaly v Selbu záchranné práce pro navrácení potoka do téměř původní podoby. V délce asi 650 metrů byl vytvořen přirozený klikatý vodní tok, v okolí vznikla typická lužní vegetace. Přibližně 1000 metrů Selbbachu bylo vráceno jejich živočišným a rostlinným obyvatelům i občanům v co nejpůvodnější podobě. Přidáním mrtvého dřeva a kamenných bloků byly vytvořeny úkryty a místa pro tření ryb. Okolí bylo vybaveno plochými oblázkovými plážemi. Do akce revitalizace potoka bylo investováno více než 1 milion euro. Dne 3. června 2022 proběhlo slavnostní vysazování ryb.
Za městem Selb se směr toku potoka mění na jižní až jihozápadní a okolo dolního toku vede 8,74 km dlouhá okružní turistická naučná stezka.
Mezi osadami Schwarzenhammer a Hendelhammer na území města Thierstein se potok vlévá zleva do Ohře.